# Mirka Čejková
Mirka Čejková (* 7. dubna 1962 Praha) je česká moderátorka a koučka.

## Život
Vystudovala Vysokou školu chemicko-technologickou. V letech 1989–1995 působila v České televizi, kde moderovala hlavní zpravodajskou relaci. Poté odešla do televize Premiéra, kde rovněž provázela hlavními zprávami. V letech 1999–2003 pracovala na TV Nova, kde uváděla s Pavlem Zunou Televizní noviny. V roce 2002 zpravodajství opustila, aby se mohla věnovat rodině, a moderovala pouze dva přímé přenosy IQ test národa. V roce 2006 moderovala pořad Extra na TV Prima, odešla kvůli kandidatuře do senátu. V letech 2008–2010 moderovala hlavní zprávy na TV Prima. V roce 2010 dostala výpověď na Primě, od té doby se věnuje koučování.
Byla třikrát vdaná, poprvé za podnikatele Tomáše Všetečku, poté za golfistu Alexe Čejku, s nímž má syny Alexe a Felixe. Dále má mentálně postiženou dceru Petru. V letech 2005–2011 byla vdaná za Marka Víta.